# Wikiegyetem
A Wikiegyetem egy Wikimédia Alapítvány projekt, amely tanuló közösségeket és a tananyagaikat támogatja.

## A projekt részletei
A Wikiegyetem a szabad tananyagok készítésének és használatának egy központja. Egyike a sok oktatási környezet egyik wikijének, épp, mint sok kezdeményezésnek, amelyek szabad és nyílt oktatási forrásokat alkotnak.
A főbb prioritásai és céljai a Wikiegyetemnek, hogy:
- Készítsen és fenntartsa a szabad tartalom, többnyelvű tananyagok/források egy skáláját, minden korosztálynak minden nyelven.
- Fenntartson tudományos/tanuló projekteket, amelyek ezeket az anyagokat segítik.[3]

## Nyelvek
2022. július 11-i állapot szerint 17 nyelvi Wikiegyetem van – német, angol, francia, kínai, olasz, cseh, orosz, portugál, spanyol, szlovén, arab, svéd, finn, görög, hindi, koreai, japán –, a többi nyelvi Wikiegyetem projektet a "beta" többnyelvű központon fejlesztik.